# Marius Daille

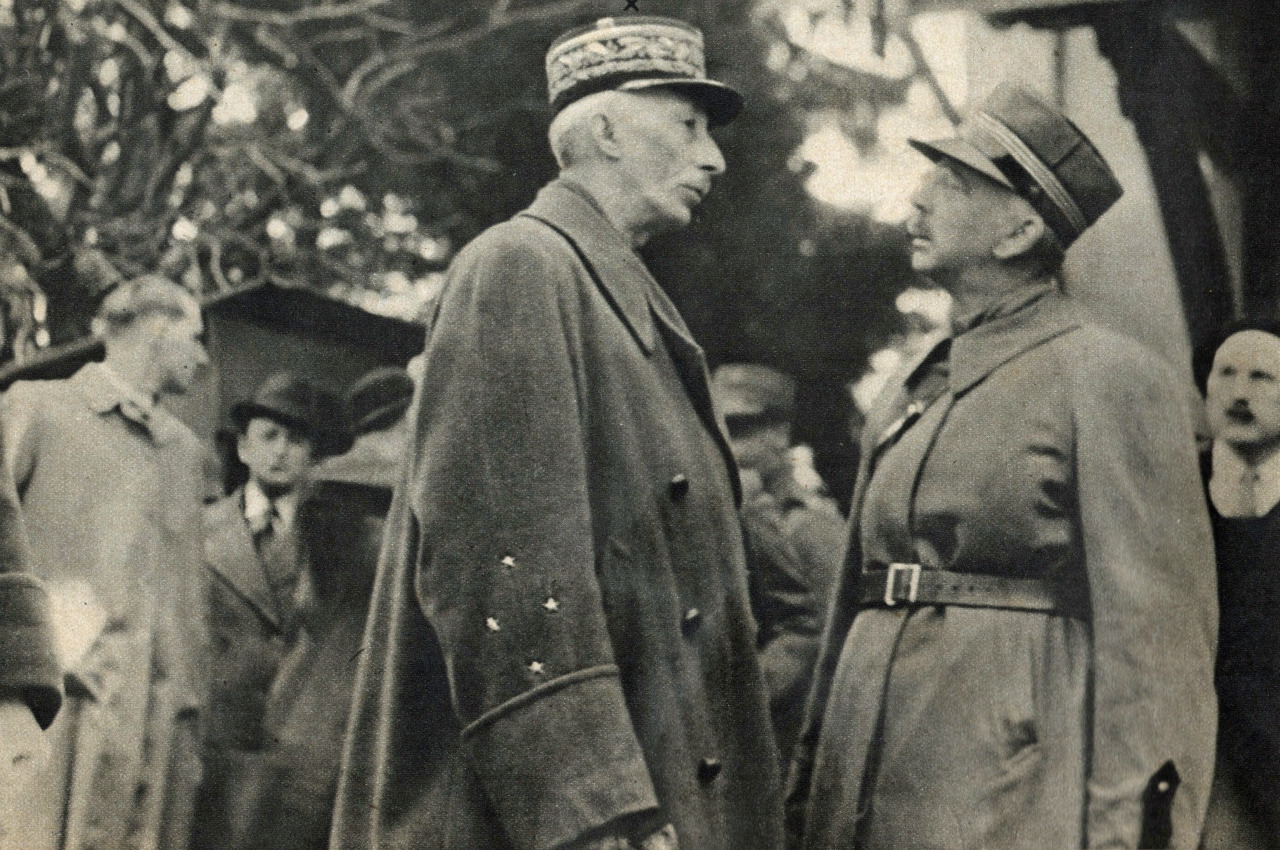
Am 20. Januar 1941 zeichnete General Daille im Bahnhof Veyrier GE Männer seiner Wachkompanie des algerischen 7. Spahiregiments vor ihrer Rückreise nach Oran für ihre Tapferkeit und Treue aus.

Marius Daille (* 10. Oktober 1878 in Les Mollettes, Savoyen; † 6. Januar 1978 in Hyères) war ein Korpsgeneral (général de corps d'armée (GCA)) der Französischen Armee.
Während des Ersten Weltkriegs nahm er 1918 an der Schlacht von Montdidier teil. Im Zweiten Weltkrieg befehligte er während der Schlacht um Frankreich das 45. Festungsarmeekorps (1939 «Corps du Jura»), das im Juni 1940 von der Wehrmacht gegen die Schweizer Grenze abgedrängt, dort Zuflucht nahm.

## Familie und Ausbildung
Marius war das fünfte und jüngste Kind des Bauern Louis Daille und der Virginie geborene Piaget, die starb, als er noch sehr jung war. Er besuchte die Schule in Montmélian, das Lycée in Chambéry und Grenoble. 1898 trat er in der Militärschule Saint-Cyr in den 83. Jahrgang (1898–1900, Marchand-Jahrgang) ein. Er wurde der Infanterie zugeteilt und war anschließend vom 23. Oktober 1906 bis zum 21. Oktober 1908 Praktikant an der École supérieure de guerre, die er mit der Note "sehr gut" verließ. Daille heiratete am 6. Juni 1910 Germaine (Persinette) Gautrez, die Nichte des Romanciers Paul Bourget.

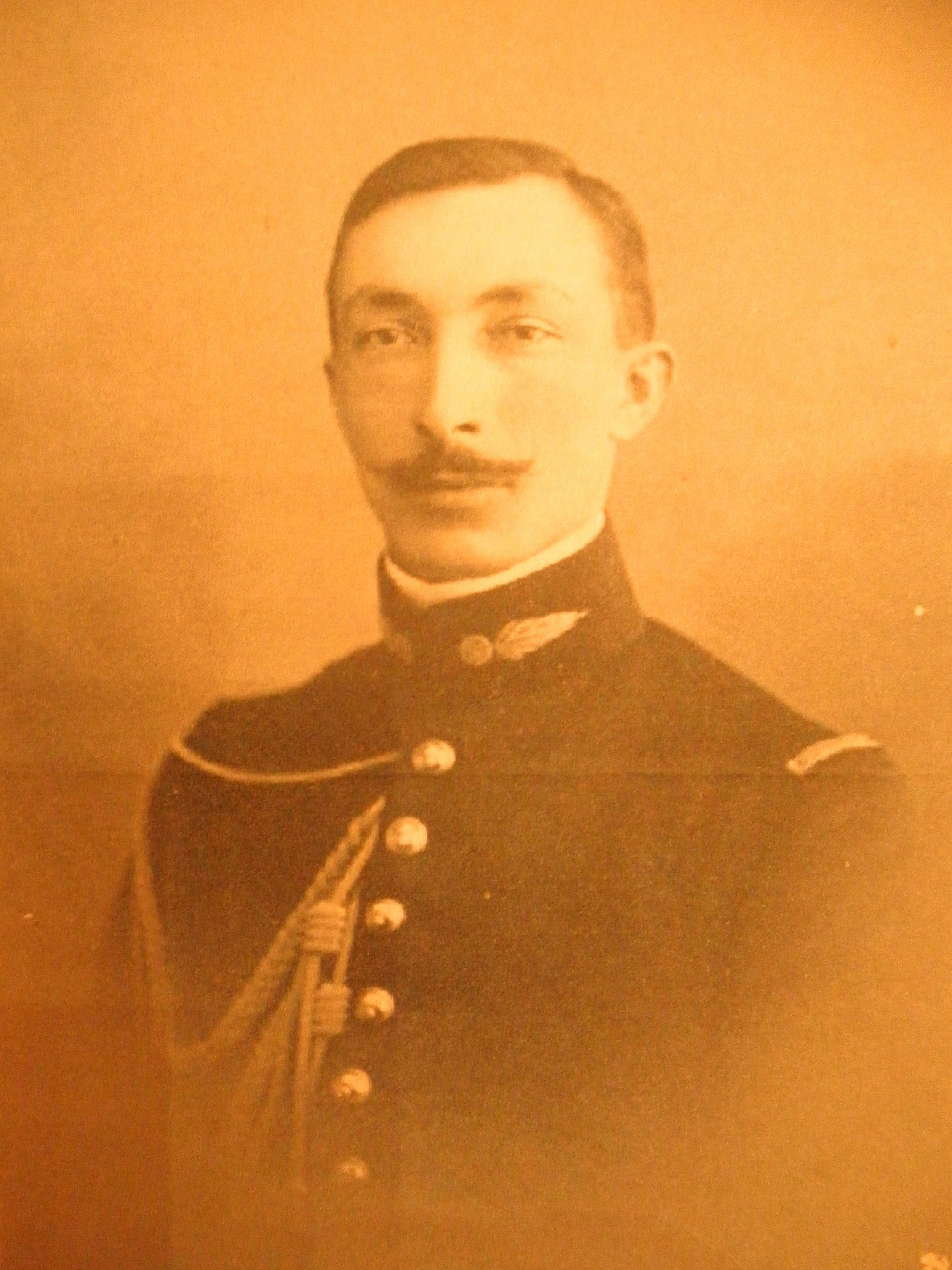
Marius Daille, Saind-Cyr 1900

Im Mai 1914 veröffentlichte Daille das Essay über die deutsche strategische Doktrin nach der Schlacht von Cannes durch Feldmarschall Schlieffen (Essai sur la doctrine stratégique allemande d'après la Bataille de Cannes, par le feld-maréchal von Schlieffen). Während des Ersten Weltkriegs nahm er als Teil der mobilisierten französischen Streitkräfte aktiv am Konflikt teil und wurde in verschiedene Stäbe eingeteilt, insbesondere in das große Hauptquartier von General Joseph Joffre.

## Erster Weltkrieg und Zwischenkriegszeit
Daille nahm 1918 als Stabschef der 14. Infanteriedivision an der Schlacht von Montdidier teil. Er wurde Träger der Ehrenlegion und von neun Belobigungen, darunter zwei italienische und eine belgische.
In der Zwischenkriegszeit wurde Daille zum Geschichtslehrer an der Kriegsschule ernannt. Er berichtete in einem Buch über die Kämpfe bei Montdidier, das vielen Offizieren in dieser Zeit als Denkanstoß diente. Daille war der Ansicht, dass der Erfolg der Offensive von Montdidier in der Durchführung aufeinanderfolgender Angriffe auf konvergierenden Linien lag, bei denen sich der Angreifer in die Lage versetzte, dem Verteidiger immer überlegen zu sein. Dies war für ihn die Formel für den zukünftigen Erfolg. Von 1927 bis 1929 war Oberstleutnant Daille Stabschef von Marschall Louis Félix Marie Franchet d’Espèrey und vertrat in dieser Funktion häufig seinen Vorgesetzten bei offiziellen Zeremonien. Im November 1927 reiste er mit Marschall Franchet d'Espèrey nach Warschau, um mit Józef Piłsudski das Militärabkommen vom Februar 1921 zwischen Frankreich und Polen neu zu verhandeln, was allerdings scheiterte.
Ende der 1920er Jahre wurde Daille zum Oberst des in Belfort stationierten 35. Infanterieregiments befördert. 1931 nahm er an den Kursen des Centre des hautes études militaires (C.H.E.M.) teil, einem von General Camille Ragueneau geleiteten Ausbildungszentrum der französischen Armee für höhere Offiziere. Anschließend bekleidete er die Position des Vizedirektors des Lycée des Hautes Études de Défense Nationale und später die des Vizegeneralinspektors der Militärschule (Inspecteur-Général de l'éducation militaire).
Im Februar 1934 befehligte Oberst Daille die 5. Infanteriedivision in Caen und nahm hier an der Seite seiner Frau an Wohltätigkeitsveranstaltungen der Union des Femmes de France teil. Am 8. Juni 1934 wurde er zum Brigadegeneral befördert. In den Jahren 1935 und 1936 war Daille Stellvertreter von General Henri Marie Auguste Bineau, der das Stage de Technique d'Armée leitete.
Am 26. September 1937 wurde er zum Generalmajor ernannt und von 1937 bis 1939 zum Stellvertreter des Generalinspekteurs der Zentren für höhere militärische Ausbildung (Centres d'enseignement militaire supérieur). Ab 1937 leitete er auch das Centre d'Études Tactiques Inter-armes (C.E.T.I.) in Versailles, wo er die Nachfolge von General Millet antrat und ihm Kommandant Jean Touzet du Vigier unterstand. Die Hauptfunktion dieses Zentrums war von Bedeutung, da es auf höchster Ebene und in Zusammenarbeit mit den militärischen Studienzentren und dem Obersten Kriegsrat an der Ausarbeitung der Einsatzdoktrin der französischen Armee aller Waffengattungen und insbesondere der Einsatzreglements für die großen Einheiten beteiligt war.

## Schlacht um Frankreich – Jurafeldzug

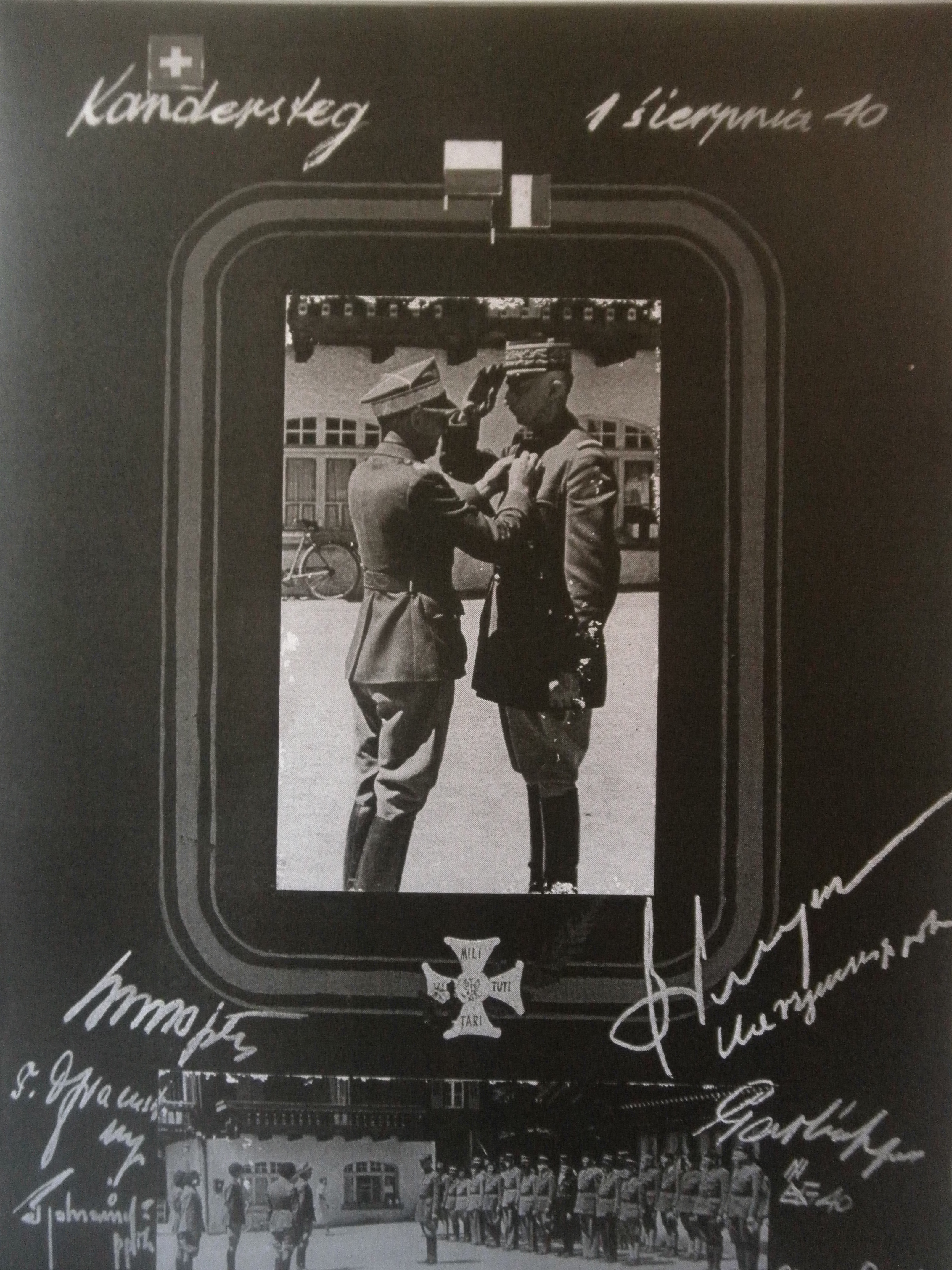
Brigadegeneral Prugar-Ketling und General Daille

Von 1939 bis 1940 befehligte Daille im Rang eines Generals die 7. Militärregion in Besançon und das «Jurakorps». 1940 befehligte er im Rang eines Generals das 45. Festungskorps (das bisherige «Jurakorps»), das zu diesem Zeitpunkt die 57. Infanteriedivision, die 63. Infanteriedivision und das 7. algerische Spahiregiment umfasste. Er hatte bis 1945 auch den Rang eines Korpskommandeurs und Korpsgenerals. Während des "Drôle de guerre" hielt er einen Vortrag am C.H.E.M. mit dem Thema Verfahren zum Durchbrechen befestigter Stellungen durch die Deutschen ("les procédés de rupture des positions fortifiées par les Allemands"). Ein General beschuldigte ihn zu diesem Zeitpunkt, die französischen Truppen zu demoralisieren. Sein im Oberelsass stationiertes Armeekorps sollte im Falle einer Invasion des Schweizer Territoriums bereit sein, mit der Schweizer Armee zu kämpfen.
Im Juni 1940 beteiligte sich das 45. Armeekorps von General Daille mit 29.000 Mann an der Verteidigung der Burgundischen Pforte (Trouée de Belfort). Dieses Korps umfasste französische Soldaten der 67. Infanteriedivision unter dem Kommando von General Henri-Aimé Boutignon, polnische Soldaten der polnischen 2. Schützendivision unter dem Kommando von Brigadegeneral Bronisław Prugar-Ketling und die 2. Spahi-Brigade unter dem Kommando von Oberst de Torcy.
General Daille empfing in seinem Kommandoposten in Vieux-Charmont den Befehlshaber der Heeresgruppe 2 (GA2), inklusive der am 20. Mai angegliederten VIII. Armee, General André-Gaston Prételat. Das 45. Armeekorps wurde nach Süden geschickt mit dem Auftrag, die Rückzugslinien zu halten. Am 16. Juni befanden sich die Spitzen der deutschen Panzergruppe Guderian in Dijon, am 17. Juni drangen sie in Pontarlier ein. Am gleichen Tag traf das 45. Armeekorps von General Daille auf die Panzergruppe Guderian der 29. Infanteriedivision. Es kam zu Kampfhandlungen der 67. Infanteriedivision in der Nähe von Besançon, Kämpfe bei Aïssey und dann am oberen Dessoubre und bei Pierrefontaine.

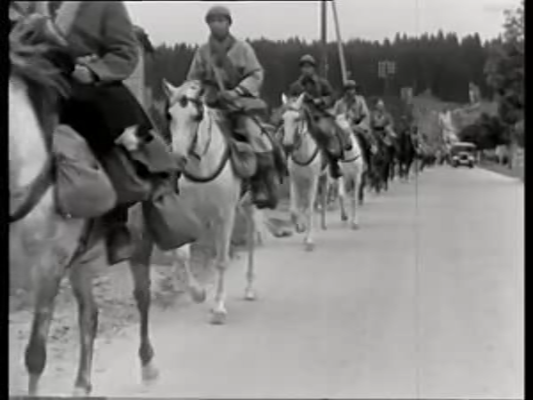
Spahi-Elitesoldaten beim Grenzübertritt im Juni 1940

Das 9. Regiment der algerischen Spahis der 2. Spahi-Brigade war mit der Deckung des 45. Armeekorps beauftragt; es leistete Widerstand und unterlag bei Vercel unter schweren Verlusten und bis zur Erschöpfung seiner Munition. Am Morgen des 17. Juni 1940 erreichte die polnische 2. Schützendivision nach einem eineinhalbtägigen Marsch und unter dem Beschuss der deutschen Luftwaffe das Gebiet in der Nähe des Clos du Doubs. Dort wurden die Stellungen befestigt und Verzögerungsgefechte geführt, um dem Feind alle Zugangswege in die Schweiz und nach Südfrankreich versperren zu können. Der Norden des Sektors wurde vom 4. polnischen Infanterieregiment und der Süden vom 6. verteidigt. Die über das Plateau von Maîche und von Saint-Hippolyte bis Damprichard hereinbrechende Wehrmacht konnte vom 45. Armeekorps vom 16. bis 20. Juni zwischen Saint-Hippolyte und Le Russey auch dank der polnischen Artillerie vorerst gestoppt werden. Schließlich wurde es jedoch vom Panzerkorps Guderian eingekreist und gegen die Ajoie und den Neuenburger Jura abgedrängt, als es versuchte, sich entlang der Schweizer Grenze in Richtung Südfrankreich durchzuschlagen. Am 18. Juni 1940 stellte General Daille ein letztes Deckungsdispositiv auf, das das algerische 7. Spahiregiment umfasste.

## Internierung
Am selben Tag erlaubte ihm der Schweizer Bundesrat, mit dem 45. Armeekorps in der Nähe des Zollpostens Épiquerez bei Soubey und bei Goumois aus humanitären Gründen und aufgrund des Präzedenzfalls der Bourbaki-Armee von 1871 über den Doubs in die Schweiz zu flüchten. Brigadiergeneral Prugar-Ketling überschritt die Schweizer Grenze am 20. Juni um 5 Uhr früh, als die ersten deutschen Tanks Guderians die französisch-polnischen Verteidigungslinien erreichten. Die internierten Truppen wurden nach dem Grenzübertritt in Saignelégier von den Generälen Guisan, Prugar-Ketling und Daille inspiziert. Am 23. November 1940, nach dem Waffenstillstand, wurde ein deutsch-französisches Abkommen ratifiziert, das den in der Schweiz internierten französischen Soldaten die Rückkehr in ihr Land gestattete, wo sie demobilisiert und in ihre Heimat zurückgeschickt wurden.

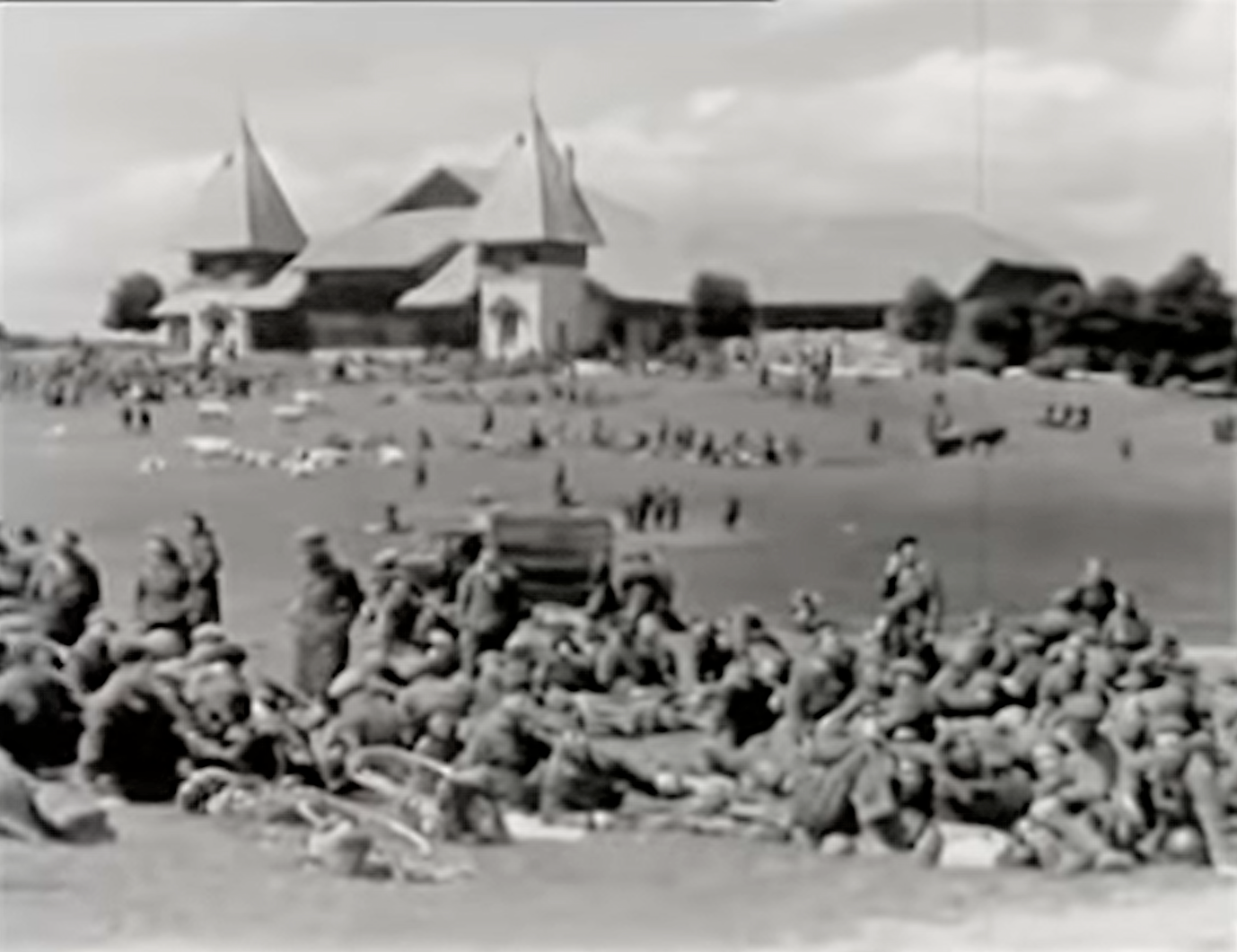
Internierte des 45. Festungsarmeekorps in Saignelégier

## Zivilleben
Im August 1940 wurde Daille pensioniert.
Seine Nähe zum Vichy-Regime ermöglichte es General Daille, die Kongregation der Nonnen von Sainte-Marie in Clermont zu unterstützen, indem er sie 1941 mit Kohle oder Hülsenfrüchten beliefern ließ, und das, obwohl diese Nonnen dem innerfranzösischen Widerstand Dienste leisteten.
Daille war ein anerkannter Redner und dank englischsprachiger Veröffentlichungen internationaler Kolumnist. Er verfasste Militärbiografien sowie Werke über die Analyse und Strategie einiger großer französischer Schlachten. Während des Vichy-Regimes unterstützte er in Fachzeitschriften öffentlich die Agrarpolitik von Marschall Pétain.

## Auszeichnungen
- Ehrenlegion: Ritter 1915, Offizier 1920, Kommandeur 1938, Großoffizier 1944.
- Kriegskreuz 1914 – 1918 mit 4 Palmen und 1 Stern aus Vermeil und 1 Stern aus Silber.
- Kriegskreuz 1939 – 1945 mit 1 Palme.
- Interalliierte Siegesmedaille (Médaille Interalliée de la Victoire).
- Médaille Commémorative de la Grande Guerre (Gedenkmedaille des Großen Krieges).
- Von Belgien: Kriegskreuz.
- Von Italien: Kriegskreuz.
- Von Polen: Kriegskreuz der 5. Klasse, verliehen von General Władysław Sikorski.
- Verdienstritter des Militär- und Hospitalordens des Heiligen Lazarus von Jerusalem im Jahr 1935

## Militärische Aufsätze und Schriften
- Essai sur la doctrine stratégique allemande d'après La bataille de Cannes. Berger-Levrault, Paris und Nancy 1914
- La Bataille de Montdidier. Berger-Levrault, Nancy-Paris-Strasbourg 1922
- mit Marie-Eugène Debeney: Deux leçons de la guerre de Sécession. (Zwei Lektionen aus dem Bürgerkrieg). Berger-Levrault, Nancy-Paris-Strasbourg, 1925
- Geschichte des Weltkriegs. II. Joffre et la guerre d'usure, 1915–1916. Payot, Paris 1936
- mit Jean Charles Paul Courbis: Le Comte Schlieffen, organisateur et stratège. Berger-Levrault, Paris 1938
- Vers un nouveau régime agricole. September 1941, www.revuedesdeuxmondes.fr
- La Suisse pendant la guerre et la France, les internés militaires en Suisse en 1940–41. Prison sans barreaux, les Presses techniques, Paris 1952